# Вассята
Вассята — село в Пермском крае России. Входит в Чайковский городской округ.

## География
Село расположено на реке Малая Берёзовая (приток реки Берёзовая), примерно в 13,5 км к северо-востоку от села Ваньки и в 29 км к северо-востоку от города Чайковского.

## Население
| 2010 |
| ---- |
| 771  |

## История
С декабря 2004 до весны 2018 гг. село входило в Ваньковское сельское поселение Чайковского муниципального района.

## Улицы
В деревне имеются улицы:
- Берёзовая ул.
- Лесная ул.
- Молодёжная ул.
- Новая ул.
- Советская ул.
- Солнечная ул.
- Чайковская ул.
- Чечкина ул.

## Топографические карты
- Лист карты O-40-110 Сосново. Масштаб: 1 : 100 000. Состояние местности на 1982 год. Издание 1983 г.